# Tanystylum
Tanystylum är ett släkte av havsspindlar. Tanystylum ingår i familjen Ammotheidae.

## Dottertaxa tillTanystylum, i alfabetisk ordning[1]
- Tanystylum acuminatum
- Tanystylum antipodum
- Tanystylum beuroisi
- Tanystylum bigibbosum
- Tanystylum birkelandi
- Tanystylum bredini
- Tanystylum brevicaudatum
- Tanystylum brevipes
- Tanystylum calcirostrum
- Tanystylum californicum
- Tanystylum cavidorsum
- Tanystylum cherchiai
- Tanystylum cinctum
- Tanystylum conirostre
- Tanystylum distinctum
- Tanystylum dohrnii
- Tanystylum dowi
- Tanystylum duospinum
- Tanystylum evelinae
- Tanystylum excuratum
- Tanystylum geminum
- Tanystylum grossifemora
- Tanystylum haswelli
- Tanystylum hoekianum
- Tanystylum hooperi
- Tanystylum hummelincki
- Tanystylum intermedium
- Tanystylum isabellae
- Tanystylum isthmiacum
- Tanystylum malpelensis
- Tanystylum neorhetum
- Tanystylum nesiotes
- Tanystylum occidentalis
- Tanystylum oculospinosum
- Tanystylum oedinotum
- Tanystylum orbiculare
- Tanystylum ornatum
- Tanystylum papuensis
- Tanystylum philippinensis
- Tanystylum rehderi
- Tanystylum scrutator
- Tanystylum sinoabductus
- Tanystylum styligerum
- Tanystylum thermophilum
- Tanystylum ulreungum